# Герб Лозади
Ге́рб Лоза́ди — офіційний символ містечка Лозада, Португалія. Використовується як територіальний герб. У чорному щиті три золоті качани кукурудзи із зеленим листям, перев'язані червоною стрічкою в основі. У срібній облямівці розташовані вісім пурпурних виноградних грон із зеленим листям. Щит увінчує срібна мурована містечкова корона з чотирма вежами.  Під щитом біла стрічка, на якій великими літерами напис португальською: «vila de Lousada» (містечко Лозада).  Офіційно затверджений 11 квітня 1939 року.  

## Галерея

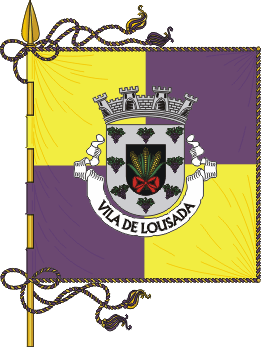
Прапор